# Leptogenys truncata
Leptogenys truncata är en myrart som beskrevs av Mann 1919. Leptogenys truncata ingår i släktet Leptogenys och familjen myror. Inga underarter finns listade i Catalogue of Life.